# شهرستان ینگی‌آباد
ناحیهٔ ینگی‌آباد (به ازبکی: Yangiabad District) یک ناحیه در ازبکستان است که در ولایت جیزک واقع شده‌است. ناحیه ینگی‌آباد ۷۲۰ کیلومتر مربع مساحت و ۲۴٬۸۲۵ نفر جمعیت دارد.